# Midden-Duits voetbalkampioenschap 1901/02
In 1901/02 werd het eerste voetbalkampioenschap gespeeld dat georganiseerd werd door de Midden-Duitse voetbalbond. Wacker Leipzig werd kampioen. De eindronde om de Duitse landstitel begon pas een jaar later.

## Deelnemers aan de eindronde
| Club           | Gekwalificeerd als            |
| -------------- | ----------------------------- |
| Wacker Leipzig | Kampioen van Noordwest-Saksen |
| Dresdner SC    | Kampioen van Dresden          |

## Finale
|               |                   |       |             |                       |
| 17 maart 1902 | FC Wacker Leipzig | 6 – 3 | Dresdner SC | Wacker-Platz, Leipzig |
| 17 maart 1902 |                   |       |             | Wacker-Platz, Leipzig |